# NGC 3656
NGC 3656 је елиптична галаксија у сазвежђу Велики медвед која се налази на NGC листи објеката дубоког неба.
Деклинација објекта је + 53° 50' 32" а ректасцензија 11h 23m 38,6s. Привидна величина (магнитуда) објекта NGC 3656 износи 12,3 а фотографска магнитуда 13,3. Налази се на удаљености од 42,6000 милиона парсека од Сунца. NGC 3656 је још познат и под ознакама UGC 6403, MCG 9-19-63, CGCG 268-29, IRAS 11208+5406, ARP 155, VV 22, KCPG 282B, PGC 34989.